# Calyptothecium duplicatum
Calyptothecium duplicatum là một loài Rêu trong họ Pterobryaceae. Loài này được (Schwägr.) Broth. miêu tả khoa học đầu tiên năm 1906.